# Snake cube

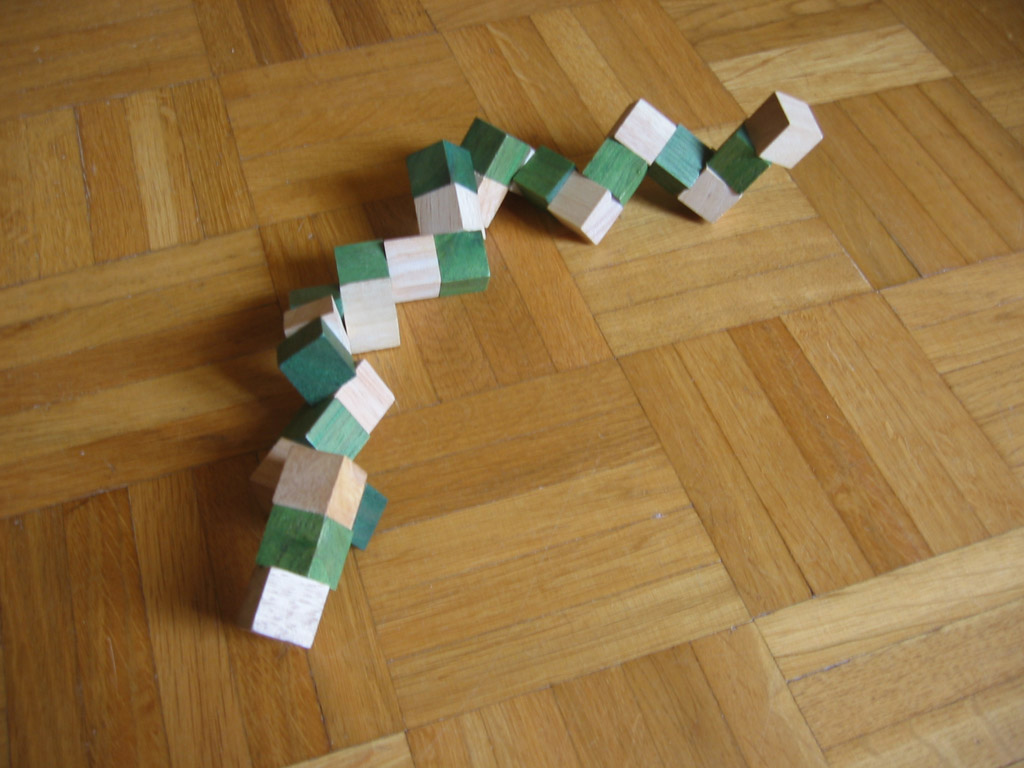
Rozložený hlavolam

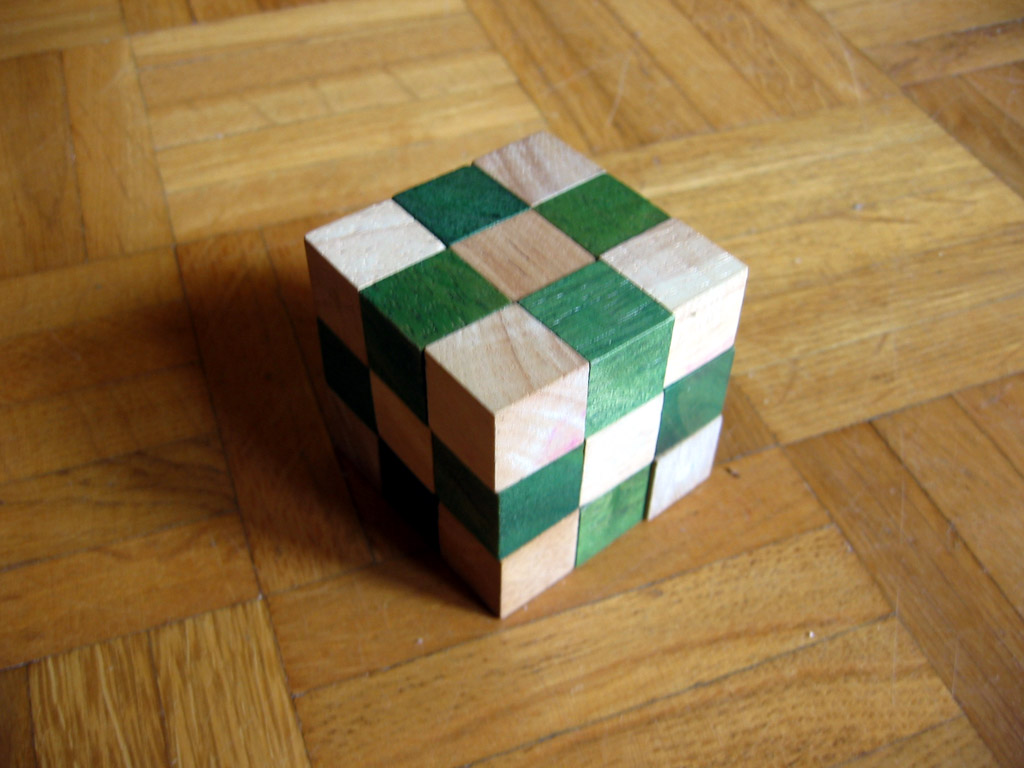
Složený hlavolam

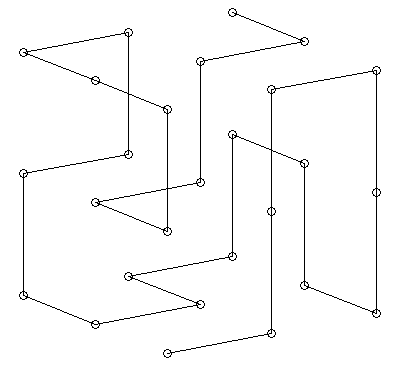
Řešení jiné verze

Snake cube (česky přibližně hadí kostka, had), někdy také cubra, je hlavolam skládající se z 27 plastových nebo dřevěných kostiček spojených klouby do řetězce (had) tak, aby bylo možné jimi libovolně otáčet, přičemž cílem hlavolamu je vyplnit těmito kostičkami krychli o rozměrech 3×3×3 kostičky.
Kromě koncových kostiček, každá kostička má dva sousedy, přičemž příslušné dva klouby většinou leží na sousedních stěnách se společnou hranou. Takové kostičky tvoří ohyby (zatáčky). Naopak, několik málo kostiček má klouby umístěné na dvou protilehlých stěnách, čímž vznikají úseky tří sousedních kostiček ležících v přímce. Díky různým možným konfiguracím „zatáček“ a „přímých“ kostiček existuje více variant hlavolamu, přičemž pro některé varianty existuje i více řešení.
Vzhledem ke značným omezením (pouze 4 možnosti v každé zatáčce, přímé kostičky, omezené rozměry krychle) je tento hlavolam poměrně snadno a rychle řešitelný na počítači.